# 新城子镇 (永昌县)
新城子镇，是中华人民共和国甘肃省金昌市永昌县下辖的一个乡镇级行政单位。

## 行政区划
新城子镇下辖以下地区：
赵定庄村、刘克庄村、塔儿湾村、农林场村、毛家庄村、兆田村、西湾村、马营沟村、唐家坡村、新城子村、邵家庄村、通信堡村和南湾村。